# Antoni de Borgonya

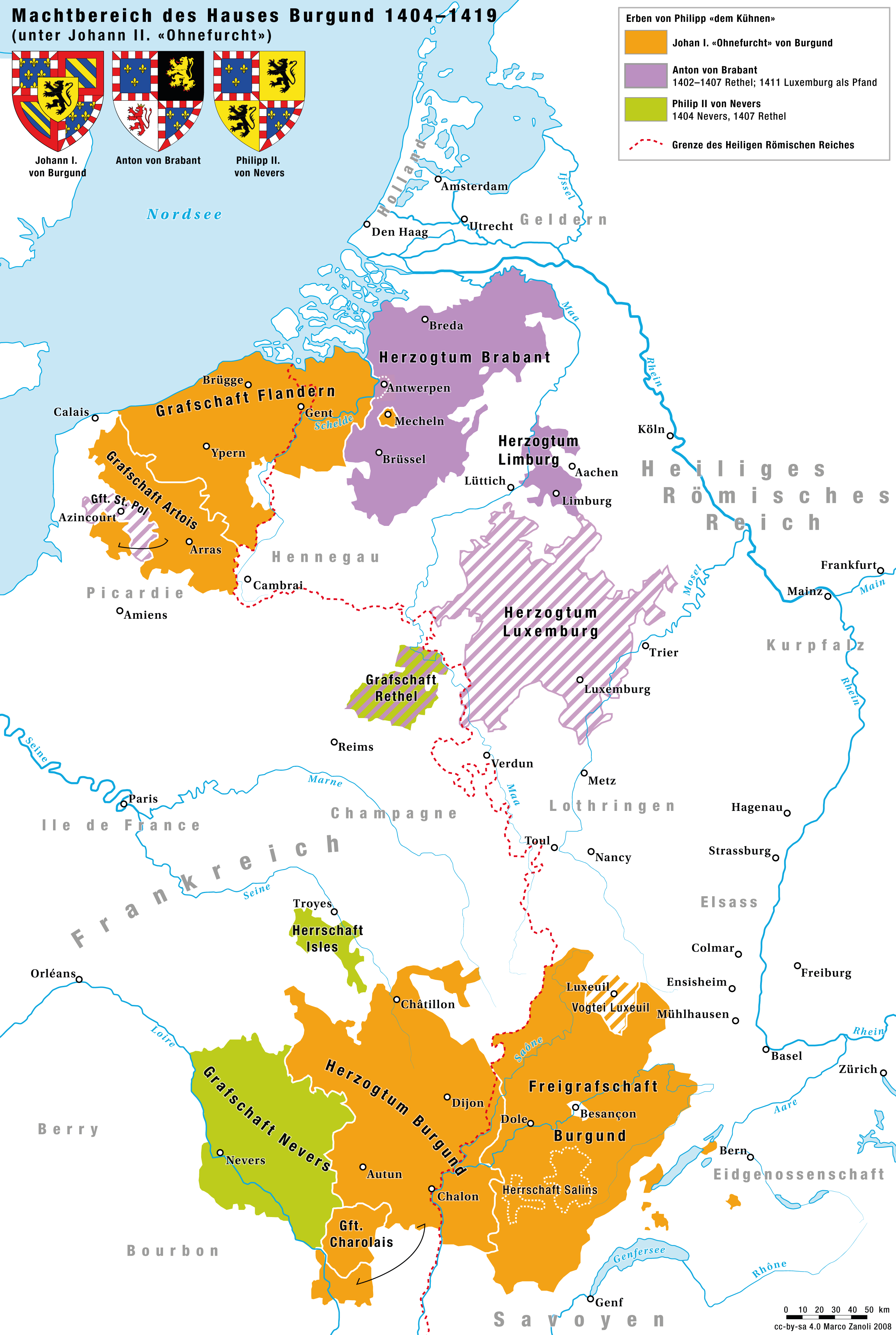
Dominis borgonyons

Antoni de Borgonya (també apareix com Antoni de Brabant i Antoni de Valois, nascut l'agost de 1384, va morir el 25 d'octubre de 1415 a Agincourt), fou comte de Rethel (1393-1406), duc de Brabant, de Limburg i de Lothier (1406-1415), fill del Felip el Bo, duc de Borgonya, i Margarida III de Flandes, comtessa de Flandes, Nevers i Rethel, era també el germà de Joan Sense Por.

## Biografia
El seu pare li va donar el comtat de Rethel el 1393, però va passar al seu germà Felip de Borgonya el 1406, quan va heretar Brabant, Limburg i Anvers el 1406, a la mort de la seva bestia Joana de Brabant. Durant la lluita entre Lluís I d'Orleans (cap dels armanyacs) i Joan Sense Por, va sostenir a aquest darrer que era el seu germà, però va intervenir en diverses ocasions com conciliador. Va participar en la captura d'Ham el 1411, però quan els anglesos van envair el regne, es va acostar al rei de França i als Armanyacs per lluitar contra els invasors.
Com a duc de Brabant, es va distingir per un desig de reformes administratives tot i l'oposició que va trobar:
- Major paper de la Cambra de Comptes: administració de les àrees ducals obligades a presentar els seus comptes anuals i justificar ingressos i despeses;
- Implementació de la Sala del Consell (justícia), tot i la reticència dels Estats de Brabant;
- Restauració de l'orde jurídic i financer (en perill de nou per tres campanyes contra Luxemburg); redreçament dels dominis.
- Abusos i arbitrarietats dels senyors castigades.

El segon matrimoni d'Antoni de Brabant, vidu de la seva primera esposa, Antoni de Borgonya va fer entrar el ducat de Luxemburg, a l'espai de Borgonya. Amb l'extinció dels descendents mascles de la casa de Borgonya, Luxemburg passarà sota domini dels Habsburg.
Arribat després del començament de la batalla d'Agincourt, però desesperat per unir-se a la lluita, va emprar una armadura improvisada amb els colors de la seva a la roba. Va ser capturat com molts altres, i executats en la massacre ordenada per Enric V, presumiblement sense que els anglesos sabessin qui era en realitat. Les restes d'Antoni de Borgonya van ser enterrades a l'església de Tervuren, prop de Brussel·les.

## Matrimoni i fills
Es va casar per primera vegada a Arràs el 21 de febrer de 1402 amb Joana de Luxemburg († 1407), filla de Walerà III de Luxemburg, comte de Saint-Pol i de Ligny i de Maud d'Holanda, i va tenir a:
- Joan IV de Brabant (1403 † 1427), duc de Brabant i de Limburg
- Felip de Saint Pol (1404 † 1430), duc de Brabant i de Limburg, comte de Saint Pol

Vidu, es va tornar a casar a Brussel·les el 16 de juliol de 1409 amb Isabel de Goerlitz (1390 † 1451) duquessa infeudada de Luxemburg
- Guillem (1410 † 1410)
- Un nen sense nom que va néixer i va morir el 1412

Tenia també dues filles il·legítimes:
- Joana, casada amb Felip de Viena
- Anna, casada el 1440 amb Pedro de Peralta y Ezpeleta, comte de Santisteban